# Lijst van burgemeesters van Wanneperveen
Dit is een lijst van burgemeesters van de voormalige Nederlandse gemeente Wanneperveen in de provincie Overijssel tot 1 januari 1973. In dat jaar vormden Blokzijl, Giethoorn, Vollenhove en Wanneperveen de nieuwe gemeente Brederwiede. Op 1 januari 2001 werd Brederwiede deel van de gemeente Steenwijk, die vanaf 1 januari 2003 Steenwijkerland wordt genoemd.
Van 1811 tot 1825 werd de functie van burgemeester in Wanneperveen maire respectievelijk schout genoemd. Vanaf 1825 werd de term burgemeester geformaliseerd.
| Ambtsperiode | Naam burgemeester                             | Partij of stroming | Bijzonderheden                                                                              |
| ------------ | --------------------------------------------- | ------------------ | ------------------------------------------------------------------------------------------- |
| 1811 - 1818  | A.W. Akker (Acker)                            |                    |                                                                                             |
| 1818 - 1834  | A. van Baak                                   |                    |                                                                                             |
| 1834 - 1873  | Johannes Hendrik Kaempff                      |                    |                                                                                             |
| 1873 - 1875  | A.J. Ninaber                                  |                    | werd burgemeester van Hellendoorn                                                           |
| 1875 - 1889  | jhr. Jan Adriaan Gijsbert Ploos van Amstel    |                    | van 1870 tot 1872 burgemeester van Maasland                                                 |
| 1889 - 1893  | Hendrik Jochem Warnaars                       |                    | werd burgemeester van Wierden                                                               |
| 1893 - 1898  | Meinardus Albertus Hendrikus Martinus Stroink |                    | werd burgemeester van Oldemarkt                                                             |
| 1898 - 1913  | Cornelis van de Stadt Willemszn.              |                    |                                                                                             |
| 1913 - 1919  | P.J. Hemminga                                 |                    |                                                                                             |
| 1919 - 1940  | K.P. Roege                                    |                    |                                                                                             |
| 1940 - 1943  | Pieter Klaas Roege                            | CHU                |                                                                                             |
| 1943 - 1944  | mr. Frederik Reinhard Crommelin               |                    | waarnemend, tevens burgemeester van Vollenhoven                                             |
| 1944 - 1945  | E. Lambers                                    |                    | waarnemend, tevens waarnemend burgemeester van Vollenhove en Zwollerkerspel                 |
| 1945 - 1946  | L. Wuite                                      |                    | waarnemend, de gemeenteontvanger nam waar                                                   |
| 1946 - 1954  | Geert (G.) Pastoor                            | CHU                | werd burgemeester van Oldemarkt                                                             |
| 1954 - 1963  | J.M.E. Volgers                                | CHU                | werd burgemeester van Dalfsen                                                               |
| 1963 - 1971  | Cornelis (C.) van der Wolf                    | CHU                | tevens waarnemend burgemeester van Giethoorn (1968-1971), werd burgemeester van Vriezenveen |
| 1972 - 1973  | Berend (B.) Nauta                             | PvdA               | waarnemend, tevens waarnemend burgemeester van Giethoorn, was burgemeester van Harlingen    |